# Flins
Flins var dødens gud i vendisk mytologi. 
Flins betyder sandsynligvis "flint".